# 우치구

우치 구의 위치

우치구(한국어: 오서구, 중국어: 梧棲區, 병음: Wúqī Qū)는 중화민국 타이중시의 시할구이다. 넓이는 18.4063km2이고, 인구는 2015년 8월 기준으로 56,979명이다.

## 지리
우치 진은 타이중시 서쪽에 위치하고, 동쪽은 사루 구와, 서쪽은 타이완 해협과, 북쪽은 칭수이 구와, 남쪽은 룽징 구와 각각 접하고 있다. 동서는 약 3.75km, 남북은 4.42km이며, 평균 해발은 4.7m이고 북동쪽에서 남서쪽으로 걸쳐 완만한 내리막을 형성하고 있다.

## 역사
우치 구는 옛날에는 죽벌혈(竹筏穴) 또는 오차항(五叉港)으로 불리고 있었다. 현재의 지명은 '봉비오불서, 비영천불음, 비죽보불식(鳳非梧不棲，非霊泉不飲，非竹宝不食)'으로부터 명명된 것이다.
우치에서 한족에 의한 개발이 시작된 것은 청대의 강희 말년이다. 당시에는 천주부 안계, 진강, 남안 등에서의 소수의 이민자에 의해 소규모로 개발된 것에 지나지 않았다. 그러나 건륭 연간이 되면서 복건에서 대형 범선에 의한 해상 무역이 시작되면서, 우치의 개발은 급속히 진행되었다. 도광 연간에는 항구가 번창하였고, 상선이 부두에 뱃머리를 연결해놓고 화물을 운반하는 우차는 천량에 이를 정도로 번영하였다.
도광 연간에는 오서(鰲西)로 불리며 대두중보에 속하고 있었지만, 1891년에 오서항(梧棲港)으로 개칭되어 현재의 지명이 되었다. 일본의 대만 통치가 시작된 후의 1920년, 타이완의 지방 행정구 개혁에 의해 우치와 사루의 압모료(鴨母寮)가 합병해 다이추 주 다이코 군 고세이코 가(梧棲港街)로 개칭되었다. 또 일본 정부에 의해 우치에 항구 건설(신코 항)이 결정되었지만, 일본의 무조건 항복으로 공사 도중에 중지되었다. 전후에는 우치 진으로 개칭되어 현재에 이르고 있다.